# 昂多尔奈
昂多尔奈（法語：Andornay，法語發音：[ɑ̃dɔʁnɛ]）是法国上索恩省的一个市镇，属于吕尔区。

## 地理
昂多尔奈（47°39'20"N, 6°35'48"E）面积1.48 平方千米，位于法国勃艮第-弗朗什-孔泰大區上索恩省，该省份为法国东部内陆省份，北起顺时针与孚日省、贝尔福地区省、杜省、汝拉省、科多尔省和上马恩省接壤。
与昂多尔奈接壤的市镇（或旧市镇、城区）包括：马尼达尼贡、克莱尔古特、马尼若贝尔、帕朗特。
昂多尔奈的时区为UTC+01:00、UTC+02:00（夏令时）。

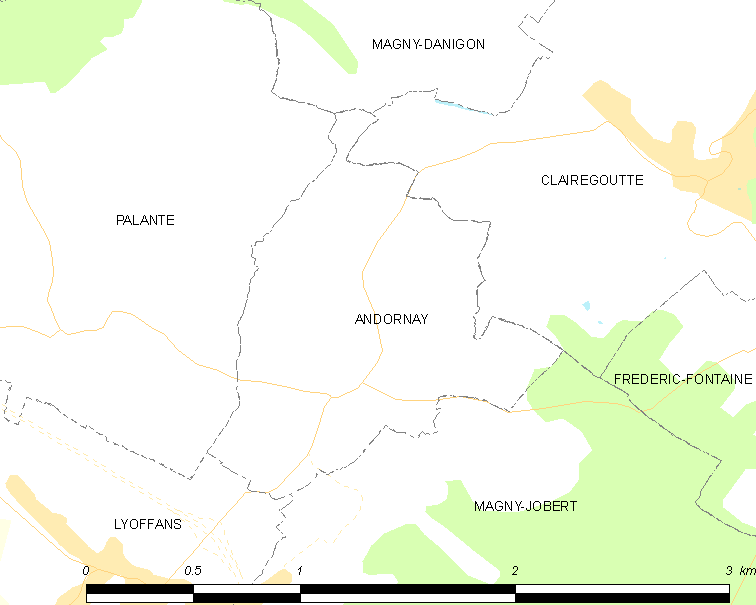
昂多尔奈的OSM定位图

## 行政
昂多尔奈的邮政编码为70200，INSEE市镇编码为70021。

## 政治
昂多尔奈所属的省级选区为吕尔第二县。

## 人口

1962-2008年间昂多尔奈人口变化图示

昂多尔奈于2022年1月1日时的人口数量为179人。